# Majwaneng
Majwaneng is een dorp in het district Central in Botswana. De plaats telt 1903 inwoners (2011).